# Prosoplus australis
Prosoplus australis är en skalbaggsart som först beskrevs av Xavier Montrouzier 1861.  Prosoplus australis ingår i släktet Prosoplus och familjen långhorningar. Inga underarter finns listade i Catalogue of Life.